# All I Want (for Christmas)
All I Want (for Christmas) è un singolo del cantante britannico Liam Payne, pubblicato il 25 ottobre 2019 come settimo estratto dal primo album in studio LP1.

## Video musicale
Il video musicale è stato reso disponibile il 29 novembre 2019.

## Tracce
Testi e musiche di Phil Cook, James Newman e Sam Preston.
1. All I Want (for Christmas) – 3:01

## Formazione
Musicisti
- Liam Payne – voce
- James Newman – cori
- Phil Cook – pianoforte, corde
- Sam Preston – pianoforte
- Marek Demi – basso aggiuntivo, corde, glockenspiel

Produzione
- Phil Cook – produzione
- Steve Fitzmaurice – missaggio
- Marek Demi – assistenza al missaggio
- Randy Merrill – mastering

## Classifiche
| Classifica (2019-22) | Posizione massima |
| -------------------- | ----------------- |
| Austria              | 71                |
| Belgio (Fiandre)     | 30                |
| Germania             | 75                |
| Irlanda              | 75                |
| Portogallo           | 183               |
| Regno Unito          | 73                |
| Svizzera             | 76                |